# جون بوث
جون بوث (بالإنجليزية: John Booth)‏ هو ساحر استعراضي أمريكي، ولد في 7 أغسطس 1912 في ميدفيل في الولايات المتحدة، وتوفي في 11 نوفمبر 2009 في لوس ألاميتوس في الولايات المتحدة.